# Thuyết trực sinh
Thuyết trực sinh hay tiến hóa trực sinh (tiếng Anh: orthogenesis) là một giả thuyết sinh học đã lỗi thời cho rằng các sinh vật có khuynh hướng tiến hóa bẩm sinh theo lộ trình tất định hướng tới một cái đích cuối cùng, chẳng hạn như sự tăng trưởng của độ phức tạp sinh học, nhờ vào cơ chế nội tại gọi là "động lực thúc đẩy". Một số đại biểu của dòng tư tưởng trực sinh bao gồm Jean-Baptiste Lamarck, Pierre Teilhard de Chardin, và Henri Bergson.
Thuật ngữ orthogenesis được đề xướng bởi Wilhelm Haacke vào năm 1893 và được phổ biến 5 năm sau bởi Theodor Eimer. Những người theo thuyết trực sinh phản đối cơ chế chọn lọc tự nhiên của tiến hóa, thay vào đó ủng hộ mô hình thẳng tắp của tiến hóa định hướng. Với sự khai sinh của thuyết tổng hợp hiện đại, tích hợp các bằng chứng từ ngành di truyền học mới nổi, giới sinh học đã bác bỏ thuyết trực sinh và phần lớn các mô hình tiến hóa chống thuyết Darwin; song quan niệm cho rằng tiến hóa biểu trưng cho sự thăng tiến vẫn còn khá phổ biến, xuất hiện trong tư tưởng của một số nhân vật như E. O. Wilson và Simon Conway Morris. Nhà sinh học tiến hóa Ernst Mayr bôi đen thuật ngữ này trong một bài báo đăng trên tập san Nature năm 1948, bởi ông cho rằng học thuyết này rêu rao cơ chế tiến hóa như là "một thế lực siêu nhiên nào đó". Nhà cổ sinh người Mỹ George Gaylord Simpson (1953) cũng từng công kích thuyết trực sinh, so sánh nó với sinh lực luận, mô tả nó như một "thế lực nội tại kì bí". Dẫu vậy, nhiều bảo tàng và sách vở khoa giáo hiện nay vẫn còn tuyên truyền thông tin dễ gây hiểu lầm rằng tiến hóa là quá trình định hướng.
Triết gia sinh học Michael Ruse nhận xét rằng trong văn hóa đại chúng, khái niệm tiến hóa (evolution) và tiến bộ (progress) vẫn hay bị đánh đồng với nhau. Một ví dụ điển hình của ý tưởng sai lầm này là bức tranh March of Progress cực kỳ nổi tiếng, biểu diễn vượn nhân biến hóa dần dần thành con người.